# Кляйн, Гидеон
Гидеон Кляйн (чеш. Gideon Klein; 6 декабря 1919, Пршеров, Моравия, Чехословакия — 27 января 1945, концлагерь Фюрстенгрубе) — чешский композитор и пианист еврейского происхождения.

## Биография
Младший ребёнок в семье торговца. Учился фортепиано с 6 лет, в четырнадцать дал первый концерт. В 1938 году переехал в Прагу, учился композиции у Алоиса Габы. Нацистская оккупация прервала его карьеру пианиста и композитора. Ему удалось лишь несколько раз выступить под псевдонимом, играть в частной обстановке.
В декабре 1941 года он был отправлен в Терезиенштадт, где оказался вместе с Х. Красой, В. Ульманом, П. Хаасом, будущим главным дирижёром Чешской филармонии Карелом Анчерлом и несколькими другими музыкантами. Участвовал в общей музыкальной жизни, выступал с концертами.
В октябре 1944 года был депортирован в Аушвиц, а затем в Фюрстенгрубе, где работал на шахте и умер при неизвестных обстоятельствах.

## Творчество
Испытал влияние Шёнберга и Яначека. Обращался к моравским и русским фольклорным мотивам, к еврейским музыкальным традициям, развивал достижения центральноевропейского авангарда.

## Наследие
Сочинения собраны и изданы его сестрой, возглавляющей Фонд Гидеона Кляйна (создан в 1994 году).

## Сочинения
- Четыре фразы для струнного оркестра (1936—1938)
- Дуэт для скрипки и альта (1940)
- Дивертисмент для октета духовых (2 гобоя, 2 кларнета, 2 фагота и две валторны, 1940)
- Три песни для высокого голоса и фортепиано на стихи Иоганна Клая, Гёльдерлина и Гёте (1940)
- Прелюдия для альта соло (1940)
- Струнный квартет, оп. 2 (1940—1941)
- Дуэт для скрипки и виолончели (1941, незакончен)
- Мадригал Sag Tod на стихи Франсуа Вийона для двух сопрано, контральто, тенора и баса (1942)
- První hřích для мужских голосов и хора (1942)
- Мадригал Das Angenehme in dieser Welt на стихи Гёльдерлина для двух сопрано, контральто, тенора и баса (1942)
- Bachuri, le’an tisa?, для женского хора (1942)
- Обработки чешских и русских народных мотивов для тенора и женского хора (1942)
- Фантазия и фуга для струнного квартета (1942—1943)
- Sch’haw b’ni, обработка еврейской песни для женского хора или солирующего сопрано и фортепиано (1943)
- Соната для фортепиано (1943)
- Трио для скрипки, альта и виолончели (1944)